# Axel Rappe (präst)
Axel Curt Vilhelm Rappe, född den 4 februari 1904 i Stockholm, död den 25 december 1983 i Strängnäs, var en svensk friherre och präst. Han var son till Vilhelm Rappe.
Rappe avlade filosofie kandidatexamen vid Uppsala universitet 1928 samt teologie kandidatexamen och praktiskt teologiskt prov där 1932. Han prästvigdes för Strängnäs stift 1933. Rappe var pastorsadjunkt och vice pastor i Mariefred 1933–1937, tillförordnad komminister och kyrkoadjunkt i Eskilstuna 1937–1942, domkyrkokomminister i Strängnäs 1945–1969 och militärpastor vid Södermanlands regemente 1945–1954. Han blev prost honoris causa 1965. Rappe avlade teologie licentiatexamen vid Uppsala universitet 1950 och promoverades till teologie hedersdoktor där 1976. Han var preses vid prästmötet i Strängnäs 1962 och framlade då avhandlingen Domus Ecclesiae – Studier i nutida kyrkoarkitektur. Rappe blev ledamot av Nordstjärneorden 1961.